# Енген
Енген (њем. Engen) град је у њемачкој савезној држави Баден-Виртемберг. Једно је од 25 општинских средишта округа Констанц. Према процјени из 2010. у граду је живјело 10.226 становника. Посједује регионалну шифру (AGS) 8335022.

## Географски и демографски подаци
Енген се налази у савезној држави Баден-Виртемберг у округу Констанц. Град се налази на надморској висини од 531 метра. Површина општине износи 70,5 km². У самом граду је, према процјени из 2010. године, живјело 10.226 становника. Просјечна густина становништва износи 145 становника/km².

## Међународна сарадња
| Мјесто     | Држава   | Врста сарадње | Од    |
| ---------- | -------- | ------------- | ----- |
| Панонхалма | Мађарска | партнерство   | 1996. |
| Извор      |          |               |       |